# Finn and Hengest
Finn and Hengest es un ensayo académico del escritor y filólogo británico J. R. R. Tolkien, editado por Alan J. Bliss y publicado póstumamente en forma de libro en 1982. Finn y Hengest son dos héroes míticos anglosajones que protagonizan la Batalla de Finnsburg que se narra en el correspondiente episodio del poema épico en inglés antiguo Beowulf y en el fragmento poético llamado «fragmento de Finnsburg».

## Los textos estudiados por Tolkien
Tolkien construye este ensayo a partir de dos textos en inglés antiguo:
- El llamado «fragmento de Finnsburg», un breve texto poético de 47 versos, que narra parte de la historia: Hnæf, un joven rey danés, advierte que sus tropas están siendo atacadas. Sesenta de sus guardias quedan atrapados en una sala. Se libra una prolongada lucha entre esos sesenta hombres y los asaltantes, descritos como ēotenas. La batalla dura cinco días, y solo entonces muere el primer danés.
- «El episodio de Finn», un texto incorporado a la saga de Beowulf, que comprende 91 líneas, de la 1063 a la 1159. En él, un bardo cuenta a Hrothgar y sus invitados la gloria de los daneses. Habla de Hildeburh, la hermana de Hnæf, y la esposa de Finn. Tanto Hnæf como el hijo de Hildeburh y Finn han caído, junto a muchos de los caballeros de Finn. No está claro qué tiene que ver Finn en la lucha, que le lleva a ofrecer un trato desfavorable. Al final, Hengest rompe ese trato, mata a Finn y se lleva a Hildeburh a Dinamarca.

## Contenido del libro
El libro está editado a partir de una serie de conferencias de Tolkien dadas antes y después de la Segunda Guerra Mundial. En sus conferencias Tolkien argumenta que el Hengest del «fragmento de Finnsburg» y el episodio de Beowulf fue una figura histórica más que legendaria, y que estas obras recopilan episodios de la historia oral del Hengest nombrado en la Crónica anglosajona. Este punto de vista ha ganado aceptación entre un cierto número de medievalistas y expertos en historia anglosajona, tanto desde la lectura original de las conferencias por Tolkien como desde su recopilación póstuma en forma de libro.
Este Hengest ha sido identificado por algunos autores con el mítico rey juto de Kent. Él y su hermano Horsa (sus nombres significan respectivamente ‘corcel’ y ‘caballo’) fueron los líderes legendarios de los primeros inmigrantes anglosajones en desembarcar en Gran Bretaña, como mercenarios, en el siglo V. 
Las conferencias de Tolkien explican lo que él llamó la «teoría de los jutos en ambos bandos», que era su explicación a la incongruente presencia de la palabra ēotenas en el episodio de Beowulf. Tolkien interpretó esa palabra como «jutos», y teorizó que la lucha fue causada por una rencilla únicamente juta, y que Finn y Hnæf fueron simplemente atrapados por las circunstancias. Tolkien explica tanto su presencia como su ambigua lealtad con su interpretación de la historia, cuya narración reconstruida es una parte central del libro.

### Narración de la «teoría de los jutos en ambos bandos»
Hnæf, hijo de Hoc Medio Danés, era el señor de unos daneses que habían conquistado parte de Jutlandia (probablemente la parte norte de la península) y exiliado a sus anteriores gobernantes jutos. Finn, rey de Frisia (hoy en día una provincia de los Países Bajos), había permitido a los jutos desposeídos asentarse en sus tierras y entrar a su servicio. Finn se casó con la hermana mayor de Hnæf, Hildeburh, y envió a su hijo (cuyo nombre era probablemente Friðuwulf) a educarse en la casa de Hnæf.
Hacia el año 450, Hnæf navegó en otoño hasta Frisia; con el propósito de devolver a Finn a su hijo ya crecido y pasar el invierno en la fortaleza de Finn, celebrando la fiesta de Yule. Llevó con él un retén de unos sesenta thanes (nobleza menor anglosajona). El jefe de esos thanes se llamaba Hengest, líder de una banda de jutos al servicio de Hnæf. Desafortunadamente, y como imprevisto para todos, cuando llegaron a la fortaleza de Finn se encontraron con que muchos de los thanes de Finn también eran jutos, y en particular uno, llamado Garulf, que parecía ser el legítimo heredero del reino conquistado por la gente de Hnæf; y estos «jutos frisios» tenían una vieja rencilla con Hengest y su grupo, por el apoyo de Hengest a los daneses conquistadores o por otra razón inexplicada. Esto podría explicar por qué Hildeburh «no tenía razón para dudar de la lealtad de los jutos» puesto que esa lealtad reavivó la rencilla que llevó a la muerte de su hermano, marido e hijo.
Finn (que aparece inocente en la interpretación de Tolkien) intentó prevenir los problemas separando ambas partidas, para lo que permitió a Hnæf y a sus thanes ocupar la sala del trono, mientras él retiraba a sus propios thanes a otro edificio. Sin embargo, los jutos frisios ejecutaron un ataque antes del amanecer, con la intención de tomar a Hengest y a su grupo por sorpresa. Pero los jutos daneses esperaban problemas, y dejaron un centinela, que vio aproximarse la luz de las antorchas. Preguntó retóricamente: «¿qué es esa luz? ¿Es el amanecer por el Este, o es el vuelo de un dragón, o es la cubierta ardiendo?» Hnæf respondió «Eso no es el amanecer por el Este, ni es el vuelo de un dragón, ni es la cubierta de esta sala ardiendo, es un ataque».
Preparados, los daneses y los jutos de Hengest atrancaron las dos puertas de la sala contra el ataque. Garulf estaba prevenido por Guðhere de no arriesgar su «preciosa vida» en el asalto, pero él atacó y es el primero en caer. Los thanes frisios de Finn, con lazos de matrimonio y amistad con los thanes jutos de Finn, se unieron a la lucha contra los daneses. Los daneses defendieron la sala durante cinco días sin perder un solo hombre. Por la mañana del quinto día, los frisios por fin forzaron la entrada a la sala, y en la lucha siguiente perecieron tanto Hnæf como Friðiwulf. No está claro con qué bando luchaba Friðiwulf, pero Tolkien afirma que probablemente permaneciera en la sala con Hnæf, su padre adoptivo y tío; lo que podría explicar por qué en Beowulf se destaca que Friðiwulf yaciese en la pira funeraria al lado de Hnæf. Sin embargo, en poco tiempo, los daneses y jutos de Hengest supervivientes consiguieron repeler a los frisios y jutos de Garulf fuera de la sala y volver a atrancar la puerta.
En este punto Finn (que podría no haberse unido siquiera a la lucha personalmente) intervino y se ofreció para hacer un trato con los supervivientes. Como señala Tolkien, los daneses tenían varias ventajas:
1. Finn había perdido tantos hombres que no se veía capaz de volver a forzar la entrada a la sala.
2. Los daneses ocupaban su propia sala del trono, por lo que a Finn no le interesaba prenderle fuego para hacerles salir.
3. Finn se debía sentir culpable y avergonzado de que los thanes de su propio feudo hubiesen matado a Hnæf, que era su cuñado e invitado.

En la sala, los supervivientes forman dos grupos: daneses, liderados por un jefe thane apelado Hunlafing (‘el hijo de Hunlaf’) y jutos, liderados por Hengest. Los jutos eran la gente propia de Hengest, y debían lealtad a Hnæf solo porque Hengest le seguía. Finn intentó en un primer momento hacer las paces solo con los daneses, pero ellos insistieron lealmente en que cualquier acuerdo de paz debía incluir a Hengest y a sus hombres. Finn acabó por aceptar, e hizo un juramento de paz: si los daneses y los hombres de Hengest deponían sus armas, y puesto que no podrían abandonar Frisia hasta el final del invierno, se sentarían a la mesa de Finn y técnicamente les aceptaría como sus protegidos, puesto que no tenían otra posible fuente de sustento y pretendían desde un principio ser sus invitados durante el invierno. Finn proporcionó a los daneses una sala separada para residir durante el invierno, especificando que la compartirían con los «hijos de los jutos» (Hengest y su grupo). Finn también juró castigar por sí mismo, incluso hasta la muerte, a cualquiera de sus propios thanes que intentase renovar la rencilla soliviantando a los daneses que sobrevivían a la muerte de su señor. Los cuerpos de Hnæf y Friðiwulf fueron honorablemente cremados.
Tras el invierno, los daneses y sus aliados jutos reconsideraron la caída de Hnæf. Hengest encaraba un conflicto de deber: si honrar el tratado de paz con Finn, u honrar su deber de vengar a su señor caído. Finalmente el hijo de Hunlaf tomó la espada Hildeleoma (‘llama de batalla’), que probablemente era la espada de Hnæf, y la posó sobre el regazo de Hengest. Hengest «no rechazó el consejo del mundo» (es decir, se alineó con lo que todos creían que era lo correcto) y decidió que debía anteponer su lealtad a Hnæf sobre su obligación hacia Finn. En cualquier caso, Tolkien apunta que en ningún momento se ve a Hengest prestando ningún juramento a Finn; solo se ve a Finn prestando juramento a Hengest y a los daneses.
Al llegar la primavera, los daneses navegaron de vuelta a casa, donde contaron la historia de la muerte de Hnæf. Al poco tiempo regresaron en armas a la fortaleza de Finn. Hengest, que había permanecido en Frisia bajo los términos del tratado de paz, abrió las puertas a los invasores y los daneses tomaron la fortaleza de Finn, matándole a él y a todos sus hombres, saqueando y quemando la ciudad, y llevándose a Hildeburh con ellos. Tolkien considera que esta ruptura de Hengest de su juramento podría haber sido la causa fundamental de su traslado a Kent.